# Sancho II van Portugal
Sancho II (Coimbra, 8 september 1209 - Toledo, 1248) was koning van Portugal van 1223 tot 1247. Sancho II was de oudste zoon van koning Alfons II van Portugal en Urraca van Castilië.

## Levensloop
Sancho werd koning bij het overlijden van zijn vader Alfons II. Op het moment dat hij aan de macht kwam, woedde er een machtsstrijd tussen koning en geestelijkheid. Deze machtsstrijd was veroorzaakt bij het ontstaan van het koninkrijk Portugal rond 1140. De eerste koning Alfons I van Portugal had veel concessies moeten doen aan de kerk en de paus om Portugal door hen als koninkrijk te laten erkennen. Als gevolg van dit conflict was Sancho´s vader door Paus Honorius III geëxcommuniceerd.
Na de dood van zijn vader sloot Sancho een verdrag met de paus waarbij hij beloofde de macht van de kerk te herstellen.
Sancho had ondertussen echter zijn handen vol aan de verovering van het zuiden van Portugal op de Moren en besteedde minder aandacht aan de interne politieke problemen.
In dit tijdperk kwamen de feodale landheersers in conflict met de geestelijkheid en met de burgers in de steden, die steeds belangrijker werden.
De koning trouwde in 1246 met Mécia Lopes de Haro. Mécia was de dochter van de edelman Lope Díaz II de Haro en Urraca Alfonso van León. Urraca was een onecht kind van Alfons IX van León. Het huwelijk bleef kinderloos.
Uiteindelijk werd Sancho het slachtoffer van een politieke samenzwering. De aartsbisschop van Porto diende een officiële klacht in bij de paus en ook de bisschop van Lissabon beklaagde zich. Uiteindelijk werd ook Sancho in 1238 door paus Gregorius IX geëxcommuniceerd.
Sancho´s tante van moederskant, Blanca van Castilië, de machtige koningin-moeder van Frankrijk, zag een kans om Portugal, van oudsher een bondgenoot van Engeland in de strijd tegen de Fransen, aan de kant van de Fransen te krijgen.
Mede onder haar invloed besloot paus Innocentius IV op het Concilie van Lyon in 1245 Sancho´s broer Alfons tot wettige vertegenwoordiger van Portugal te benoemen. Daarmee verzocht hij de facto Sancho van de troon te laten verwijderen.
Alfons III, destijds graaf van Bourgondië, vertrok vervolgens vanuit Frankrijk naar Portugal.
Ook de adel had zich aan de kant van de oppositie geschaard. Alhoewel Sancho´s troepen niet onderdeden voor die van zijn broer, moest hij wegens gebrek aan politieke steun aftreden. Sancho werd verbannen naar Toledo, waar hij op 4 januari 1248 stierf.

## Voorouders
| Voorouders van Sancho II van Portugal (1209-1248) | Voorouders van Sancho II van Portugal (1209-1248)                    | Voorouders van Sancho II van Portugal (1209-1248)                    | Voorouders van Sancho II van Portugal (1209-1248)                             | Voorouders van Sancho II van Portugal (1209-1248)                             |
| ------------------------------------------------- | -------------------------------------------------------------------- | -------------------------------------------------------------------- | ----------------------------------------------------------------------------- | ----------------------------------------------------------------------------- |
| Overgrootouders                                   | Alfons I van Portugal (1110-1185) ∞ Mathilde van Savoye (1121-1158)  | Ramon Berenguer IV (1113-1162) ∞ Petronella van Aragón (1135-1174)   | Sancho III van Castilië (1134-1158) ∞ 1180 Blanca van Navarra (ca.1133-1156)  | Hendrik II van Engeland (1133-1189) ∞ 1152 Eleonora van Aquitanië (1122-1204) |
| Grootouders                                       | Sancho I van Portugal (1154-1212) ∞ Dulce van Barcelona (1160-1198)  | Sancho I van Portugal (1154-1212) ∞ Dulce van Barcelona (1160-1198)  | Alfons VIII van Castilië (1155-1214) ∞ 1152 Eleonora van Engeland (1162-1214) | Alfons VIII van Castilië (1155-1214) ∞ 1152 Eleonora van Engeland (1162-1214) |
| Ouders                                            | Alfons II van Portugal (1185-1223) ∞ Urraca van Castilië (1186-1220) | Alfons II van Portugal (1185-1223) ∞ Urraca van Castilië (1186-1220) | Alfons II van Portugal (1185-1223) ∞ Urraca van Castilië (1186-1220)          | Alfons II van Portugal (1185-1223) ∞ Urraca van Castilië (1186-1220)          |